# Alexander Cadogan
Alexander George Montagu Cadogan (Londra, 25 novembre 1884 – Londra, 9 luglio 1968) è stato un politico britannico.

## Biografia
Sottosegretario permanente del Foreign Office dal 1938. Accompagnò Churchill prima alla conferenza di Quebec  e poi alla conferenza di Jalta tra il 4 e l'11 febbraio 1945. La delegazione britannica fu in gran parte ospitata nel palazzo Vorontsov a dieci chilometri da Yalta in condizioni di particolare disagio: c'era un bagno per ogni venti generali e Cadogan con la segretaria di Churchill, miss Bright, penò molto perché il premier britannico avesse un letto ampio, come era nelle sue abitudini.
Tra il 1945 ed 1947 prese parte alle conferenze di pace.

## Ascendenza
|                                       |                                       |                                        | Genitori                                    |  |  | Nonni |  |  | Bisnonni                             |  |  | Trisnonni                            |  |
|                                       |                                       |                                        |                                             |  |  |       |  |  | 8. George Cadogan, III conte Cadogan |  |  | 16. Charles Cadogan, I conte Cadogan |  |
|                                       |                                       |                                        |                                             |  |  |       |  |  | 8. George Cadogan, III conte Cadogan |  |  | 16. Charles Cadogan, I conte Cadogan |  |
|                                       |                                       | 17. Mary Churchill                     |                                             |  |  |       |  |  | 8. George Cadogan, III conte Cadogan |  |  |                                      |  |
| 4. Henry Cadogan, IV conte Cadogan    |                                       |                                        |                                             |  |  |       |  |  | 8. George Cadogan, III conte Cadogan |  |  |                                      |  |
|                                       |                                       | 9. Honoria Louisa Blake                | 18. Joseph Blake                            |  |  |       |  |  |                                      |  |  |                                      |  |
|                                       |                                       | 9. Honoria Louisa Blake                | 18. Joseph Blake                            |  |  |       |  |  |                                      |  |  |                                      |  |
|                                       |                                       | 9. Honoria Louisa Blake                | 19. Honoria Daly                            |  |  |       |  |  |                                      |  |  |                                      |  |
| 2. George Cadogan, V conte Cadogan    |                                       | 9. Honoria Louisa Blake                |                                             |  |  |       |  |  |                                      |  |  |                                      |  |
|                                       |                                       | 10. Rev. Gerald Valerian Wellesley     | 20. Garret Wesley, I conte di Mornington    |  |  |       |  |  |                                      |  |  |                                      |  |
|                                       |                                       | 10. Rev. Gerald Valerian Wellesley     | 20. Garret Wesley, I conte di Mornington    |  |  |       |  |  |                                      |  |  |                                      |  |
|                                       |                                       | 10. Rev. Gerald Valerian Wellesley     | 21. Anne Hill-Trevor                        |  |  |       |  |  |                                      |  |  |                                      |  |
| 5. Mary Sarah Wellesley               |                                       | 10. Rev. Gerald Valerian Wellesley     |                                             |  |  |       |  |  |                                      |  |  |                                      |  |
|                                       |                                       | 11. Lady Emily Cadogan                 | 22. Charles Cadogan, I conte Cadogan (= 16) |  |  |       |  |  |                                      |  |  |                                      |  |
|                                       |                                       | 11. Lady Emily Cadogan                 | 22. Charles Cadogan, I conte Cadogan (= 16) |  |  |       |  |  |                                      |  |  |                                      |  |
|                                       |                                       | 11. Lady Emily Cadogan                 | 23. Mary Churchill (= 17)                   |  |  |       |  |  |                                      |  |  |                                      |  |
| 1. Sir Alexander Cadogan              |                                       | 11. Lady Emily Cadogan                 |                                             |  |  |       |  |  |                                      |  |  |                                      |  |
|                                       | 12. William Craven, I conte di Craven | 24. William Craven, VI barone Craven   |                                             |  |  |       |  |  |                                      |  |  |                                      |  |
|                                       | 12. William Craven, I conte di Craven | 24. William Craven, VI barone Craven   |                                             |  |  |       |  |  |                                      |  |  |                                      |  |
|                                       | 12. William Craven, I conte di Craven | 25. Lady Elizabeth Berkeley            |                                             |  |  |       |  |  |                                      |  |  |                                      |  |
| 6. William Craven, II conte di Craven | 12. William Craven, I conte di Craven |                                        |                                             |  |  |       |  |  |                                      |  |  |                                      |  |
|                                       |                                       | 13. Louisa Brunton                     | 26. John Brunton                            |  |  |       |  |  |                                      |  |  |                                      |  |
|                                       |                                       | 13. Louisa Brunton                     | 26. John Brunton                            |  |  |       |  |  |                                      |  |  |                                      |  |
|                                       |                                       | 13. Louisa Brunton                     | 27. Elizabeth Friend                        |  |  |       |  |  |                                      |  |  |                                      |  |
| 3. Lady Beatrix Craven                |                                       | 13. Louisa Brunton                     |                                             |  |  |       |  |  |                                      |  |  |                                      |  |
|                                       |                                       | 14. James Grimston, I conte di Verulam | 28. James Grimston, III visconte Grimston   |  |  |       |  |  |                                      |  |  |                                      |  |
|                                       |                                       | 14. James Grimston, I conte di Verulam | 28. James Grimston, III visconte Grimston   |  |  |       |  |  |                                      |  |  |                                      |  |
|                                       |                                       | 14. James Grimston, I conte di Verulam | 29. Harriot Walter                          |  |  |       |  |  |                                      |  |  |                                      |  |
| 7. Lady Emily Grimston                |                                       | 14. James Grimston, I conte di Verulam |                                             |  |  |       |  |  |                                      |  |  |                                      |  |
|                                       |                                       | 15. Lady Charlotte Jenkinson           | 30. Charles Jenkinson, I conte di Liverpool |  |  |       |  |  |                                      |  |  |                                      |  |
|                                       |                                       | 15. Lady Charlotte Jenkinson           | 30. Charles Jenkinson, I conte di Liverpool |  |  |       |  |  |                                      |  |  |                                      |  |
|                                       |                                       | 15. Lady Charlotte Jenkinson           | 31. Catherine Bishopp                       |  |  |       |  |  |                                      |  |  |                                      |  |
|                                       |                                       | 15. Lady Charlotte Jenkinson           |                                             |  |  |       |  |  |                                      |  |  |                                      |  |